# Штефанешты (Флорештский район)
Штефанешты, Штефэнешть (рум. Ştefăneşti) — село в Флорештском районе Молдовы. Является административным центром коммуны Штефанешты, включающей также село Старые Проданешты.

## География
Село расположено на высоте 112 метров над уровнем моря.

## Население
По данным переписи населения 2004 года, в селе Штефэнешть проживает 6050 человек (3045 мужчин, 3005 женщин).
Этнический состав села:
| Национальность | Число жителей | Процентный состав |
| -------------- | ------------- | ----------------- |
| молдаване      | 6000          | 97,3              |
| румыны         | 36            | 1,62              |
| украинцы       | 13            | 0,58              |
| русские        | 11            | 0,49              |
| Всего          | 6050          | 100 %             |

## Уроженцы
- Бронштейн, Срул (1913—1943) — еврейский поэт (идиш).